# Албарду
Албарду (порт. Albardo)  —  район (фрегезия) в Португалии,  входит в округ Гуарда. Является составной частью муниципалитета  Гуарда. По старому административному делению входил в провинцию Бейра-Алта. Входит в экономико-статистический  субрегион Бейра-Интериор-Норте, который входит в Центральный регион. Население составляет 143 человека на 2011 год. Занимает площадь 3,82 км².
Покровителем района считается Святой Дух (порт. Divino Espírito Santo).